# Ted Heath
George Edward „Ted“ Heath (* 30. März 1902 in London; † 18. November 1969 in Virginia Water, Surrey) war ein britischer Posaunist und Bandleader.

## Leben
Da sein Vater Leiter der Wandsworth Borough Band war, kam Ted Heath sehr früh mit der Musik in Berührung. Bereits im Alter von 10 Jahren konnte er einen Tenorhorn-Wettbewerb gewinnen, ab dem 14. Lebensjahr spielte er Posaune. Erstes Geld verdiente er sich als Straßenmusiker. Etwa 1919 hatte er auch Gelegenheit, in Doc Cooks Orchester mitzuspielen, einem damals in London gastierenden Ragtime-Orchester, mit dem auch Sidney Bechet nach England gekommen war. Heath wurde von dem Bandleader Jack Hylton entdeckt, der ihm 1922 seine erste feste Anstellung verschaffte. Weitere Engagements hatte Heath 1924/25 bei Bert Firman, von 1925 bis 1927 bei Jack Hylton und von 1927 bis 1935 bei Bert Ambrose. 
Nach Verträgen bei Sid Lipton und Geraldo erhielt er 1944 von der BBC den Auftrag zur Gründung eines eigenen Orchesters, das vor allem im Bereich des Swing und eingeschränkt auch des Modern Jazz wirkte. Ab 1945 trat die Band jeden Sonntag im Palladium in London auf. Spezialität im Repertoire der Big Band war ein Arrangement der ursprünglich für Solopiano geschriebenen London Suite von Fats Waller. Mehrere Tourneen führten durch England, auf das europäische Festland sowie 1956 zum ersten Auftritt in die USA.
Zu seinen letzten Alben, die er zumeist für das Label London eingespielt hatte, gehörte eine Serie von Aufnahmen von Note für Note nachgespielter Arrangements legendärer Bigbands. Sein Orchester wurde nach seinem Tod von Don Lusher geleitet.

## Einzelne Musikstücke
Bakerloo Non Stop von Ted Heath (aufgenommen von seiner Big Band), benannt nach einer Londoner U-Bahn Linie, war nach dem Zweiten Weltkrieg die Erkennungsmelodie von BFN in Hamburg, die deren populäre Sendung Seventeen Hundred Club eröffnete.
In der Folge Morde, wenn die Blätter fallen der Krimiserie Inspektor Barnaby spielt das Musikstück The Creep eine entscheidende Rolle, allerdings ist hier eine Aufnahme von Ken Mackintosh zu hören.

## Diskographische Hinweise
- Pop Hits from the Classics (Decca BLK 16156-P)
- Ted Heath's First American Tour (Decca LK 4167) (1956)
- The Great Film Hits (Decca LK 4307) (1959)
- Ted Heath Swings In High Stereo (London PS 140)
- Big Band Bash (Decca PFS 4018) (1962)
- Fever (London 820 180-2 RT) (CD)
- Coast To Coast (London 820 355-2 RT) (CD 1964/1985)
- The Golden Age of Ted Heath (Horatio Nelson Records) (CD SIV 6102)(1989)